# Max von Khevenhüller-Metsch

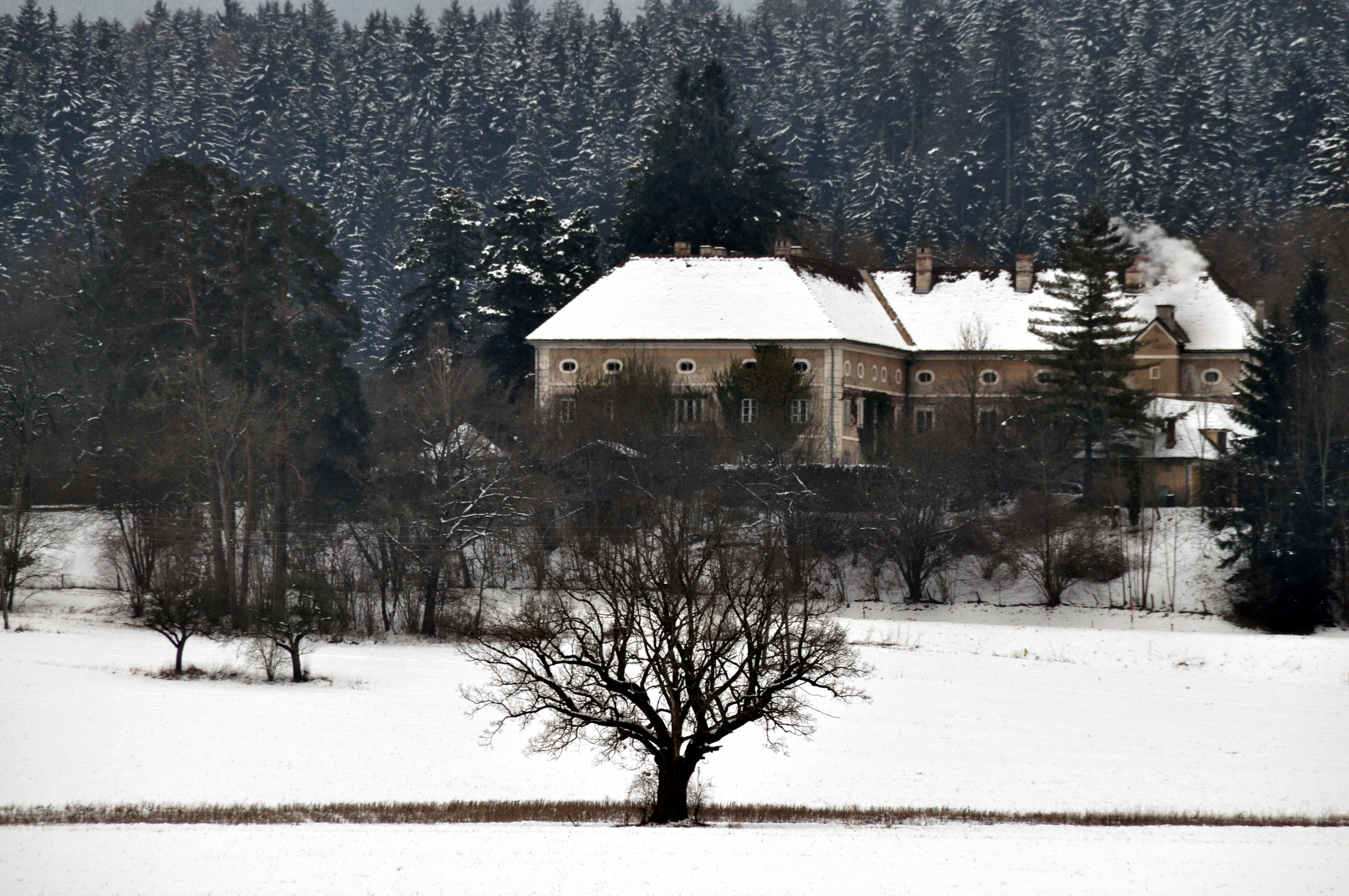
Schloß Niederosterwitz

Max Alfred Bartholomeus Friedrich Anton Franz Eduard Joachim Anna Maria Schnee Oswald Hubertus 9e Fürst von Khevenhüller-Metsch, heer van Hochosterwitz en Pellendorf (Schloß Heiligenberg, 5 augustus 1919 – Schloß Niederosterwitz, 24 maart 2010) was de negende vorst en hoofd van het hoogadellijke en ebenbürtige huis Khevenhüller-Metsch.

## Biografie
Khevenhüller-Metsch werd geboren als zoon van Franz 8e Fürst von Khevenhüller-Metsch (1889-1977), die hij in 1977 als hoofd van het huis en vorst opvolgde, en Anna Prinzessin von Fürstenberg (1894-1928). Hij trouwde in 1956 met Wilhelmine Gräfin Henckel von Donnersmarck (1932), lid van de familie Henckel von Donnersmarck. Zij bewoonden het slot Niederosterwitz dat zijn weduwe nog steeds bewoont. Hij was ambassadeur van de Souvereine Orde van Malta, in welke orde hij ook ridder grootkruis van eer en devotie was, en hij was ridder in de Orde van het Gulden Vlies. Hij werd als hoofd van het huis opgevolgd door zijn zoon, Johannes 10e Fürst von Khevenhüller-Metsch (1956). Zijn tweede zoon bewoont Schloß Pellendorf, zijn derde zoon Schloß Niederosterwitz.
Hij kreeg de vreemde voornaam "Maria Schnee" ter herinnering aan het sneeuwwonder van 5 augustus 358.